# Русевский, Аце
А́це Русе́вский (30 ноября 1956, Куманово) — югославский боксёр лёгкой и полусредней весовых категорий, выступал за сборную Югославии во второй половине 1970-х годов. Бронзовый призёр летних Олимпийских игр в Монреале, чемпион Европы, чемпион Средиземноморских игр, победитель многих международных турниров и национальных первенств. В период 1981—1987 боксировал на профессиональном уровне, но без особых достижений.

## Биография
Аце Русевский родился 30 ноября 1956 года в городе Куманово, Народная Республика Македония. Первого серьёзного успеха на ринге добился в 1974 году, когда впервые выиграл чемпионат Югославии и взял бронзу на молодёжном чемпионате Европы в Киеве. Год спустя в полулёгком весе стал чемпионом первенства Балканских стран. Благодаря череде удачных выступлений удостоился права защищать честь страны на летних Олимпийских играх 1976 года в Монреале, где сумел дойти до стадии полуфиналов, проиграв лишь американцу Говарду Дэвису, который в итоге поднялся на верхнюю ступень пьедестала.
В 1977 году Русевский завоевал золотую медаль на чемпионате Европы в Галле, победив всех своих соперников в лёгкой весовой категории. В следующем сезоне боксировал на чемпионате мира в Белграде, но уже во втором матче на турнире был выбит Дэвидсоном Андехом из Нигерии. Со временем ему всё сложнее становилось гонять вес, поэтому для последующих соревнований пришлось подняться в полусреднюю категорию. На европейском первенстве 1979 года в Кёльне выступил неудачно, не сумев пробиться в число призёров, однако при всём при том одержал победу на Средиземноморских играх в Сплите. В 1980 году прошёл квалификацию на Олимпийские игры в Москву — возлагал на этот турнир большие надежды, тем не менее, в итоге смог дойти только до четвертьфинала, где со скользким счётом 2:3 проиграл итальянцу Патрицио Оливе, будущему олимпийскому чемпиону.
После окончания Олимпиады Аце Русевский решил попробовать себя среди профессионалов и покинул сборную. Его профессиональный дебют состоялся в марте 1981 года, своего соперника, француза Жана Мишеля Игера он нокаутировал в четвёртом раунде. В течение трёх последующих лет провёл множество удачных поединков, но в мае 1984 года неожиданно потерпел поражение от малоизвестного доминиканца Феликса Рейеса. Затем последовало ещё поражение и несколько ничьих. В конце 1987 года Русевский принял решение завершить карьеру спортсмена, так и не поучаствовав в престижных титульных боях. Всего на профессиональном ринге провёл 23 матча, из них 18 окончил победой (в том числе 8 досрочно), 2 раза проиграл, в двух случаях была зафиксирована ничья.